# Мисливці на привидів: Крижана імперія
«Мисливці на привидів: Крижана імперія» (англ. Ghostbusters: Frozen Empire) — американська комедія про надприродне, знята Ґілом Кінаном у співавторстві з Джейсоном Райтманом. Це продовження фільму «Мисливці на привидів: З того світу» і п'ятий фільм франшизи «Мисливців на привидів». У фільмі зіграли Фінн Вулфгард, Маккенна Грейс, Пол Радд, Керрі Кун, Селеста О'Коннор, Лоґан Кім, а також Білл Мюррей, Ден Екройд, Ерні Гадсон, Енні Поттс і Вільям Атертон, які повторюють своїх персонажів із попередніх фільмів, також до акторського складу приєдналися Кумейл Нанджіані та Паттон Освальт.
Прем'єра картини відбулась в Нью-Йорку 14 березня 2024 року, прокат в США — з 22 березня 2024 року.

## Сюжет
У фільмі «Мисливці на привидів: Крижана імперія» сім'я Спенглерів вирішує покинути Саммервіль, штат Оклахома, і повернутися туди, звідки все почалося, — у знамениту пожежну частину Нью-Йорка — і допомогти оригінальним Мисливцям за привидами. Але коли знахідка стародавнього артефакту вивільняє злу силу, новий і старий Мисливці за привидами повинні об'єднати зусилля, щоб захистити свій дім і врятувати світ від другого Льодовикового періоду.

## Акторський склад
- Фінн Вулфгард — Тревор Спенглер
- Маккенна Грейс — Фібі Спенглер
- Селеста О'Коннор — Лакі Домінго
- Логан Кім — Подкаст[2]
- Керрі Кун — Каллі Спенглер
- Пол Радд — Гері Ґроберсон
- Білл Мюррей — доктор Пітер Венкман[3]
- Ден Екройд — доктор Реймонд «Рей» Станц[4]
- Ерні Гадсон — доктор Вінстон Зеддемор[5]
- Енні Поттс — Джанін Мельніц[6]
- Вільям Атертон — Волтер Пек[7]
- Кумейл Нанджіані — Надім Размааді[8]
- Паттон Освальт — доктор Губерт Вартцкі[8]
- Джеймс Ейкастер — Ларс Пінфілд[8]

## Виробництво

### Розробка
Після виходу «Мисливців на привидів: З того світу» в листопаді 2021 року Ден Екройд висловив зацікавленість у тому, щоб актори оригінальної команди «Мисливців на привидів» повторили свої ролі в трьох продовженнях.
У квітні 2022 року було оголошено, що продовження фільму «З того світу» знаходиться на ранній стадії розробки в Sony Pictures.
У червні 2022 року фільм підтвердив режисер Джейсон Райтман під робочою назвою Firehouse. Того ж місяця було оголошено, що дія продовження відбудеться в Нью-Йорку. 28 червня 2022 року Голлівуд-репортер оголосив, що фільм вийде в прокат 20 грудня 2023 року. 5 жовтня 2022 року Маккенна Грейс оголосила, що повторить свою роль. Наступного місяця Ерні Гадсон розповів, що читав сценарій до фільму.
У грудні 2022 року було оголошено, що Ґіл Кінан обійме посаду режисера замість Райтмана, який досі залишається сценаристом і продюсером. Також було оголошено, що Пол Радд, Фін Вулфгард і Керрі Кун повернуться. У березні 2023 року було оголошено, що Кумейл Нанджіані, Паттон Освальт, Джеймс Ейкастер і Емілі Алін Лінд знялись у фільмі.

### Зйомки
Основні зйомки розпочалися 20 березня 2023 року в Лондоні під робочою назвою Firehouse, а оператором виступив Ерік Стілберг. 25 квітня 2023 року Гадсон повідомив, що Ден Екройд, Білл Мюррей і Енні Поттс повторять свої ролі з попередніх фільмів «Мисливців на привидів».
Зйомки завершилися 23 червня в Нью-Йорку.

## Прем'єра
Прем'єра «Мисливців на привидів: Крижана імперія» відбулася 14 березня 2024 року. Раніше фільм мав вийти 20 грудня 2023 року, проте був відкладений на 29 березня 2024 року (замінивши початкову дату випуску «Людина-павук: Крізь Всесвіт»).